# Старое Борискино
Старое Борискино — углистый метеорит, упавший в Оренбургской области 20 апреля 1930 года в окрестностях села Староборискино, по которому и был назван. Метеорит известен тем, что в нём обнаружен минерал хлорит, водный силикат, и, таким образом, впервые было установлено в метеоритах присутствие кристаллизационной воды. Открытие принадлежит советской петрографу Л. Г. Кваша. Позднее кристаллизационную воду обнаружили в метеорите Оргей и других углистых метеоритах.